# Martin Davies
Martin Davies CBE FBA FSA (Londres, 22 de Março de 1908 – Londres, 7 de Março de 1975) foi um director de museu, especialista em pintura flamenga, e funcionário público britânico.

## Biografia
Martin Davies, o filho mais novo de Ernest Woodbine Davies e Elizabeth Eleanor Davies, nasceu em Cheyne Walk, Londres, em 22 de Março de 1908.
Estudou Matemática e Línguas e Literaturas Modernas na Rugby School e no King’s College, em Cambridge. Em 1930, entrou para a National Gallery, como assistente, passando aos quadros em 1932, sendo responsável pelas pinturas flamengas e alemãs, e progrediu até chegar ao cargo de Director em Janeiro de 1968.
No período da Segunda Guerra Mundial, teve um papel crucial na protecção das colecções da National Gallery, transferindo-as para Manod Quarry, no Norte do País de Gales.
Durante a sua direcção, adquiriu diversas pinturas de artistas como Rogier van der Weyden, Rubens, Ticiano ou Rousseau. A partir de 1945, Davies produziu vários catálogos da colecção, os quais são reconhecidos mundialmente, e criou um novo padrão académico para esses catálogos.
Davies recebeu o título de Cavaleiro em 1972, um anos antes de se reformar, e morreu em 1975.